# ヤギ乳

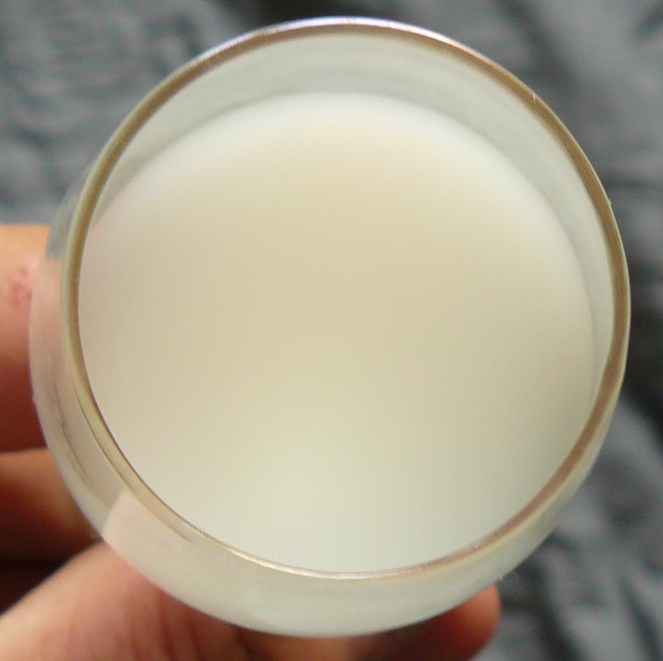
ヤギ乳

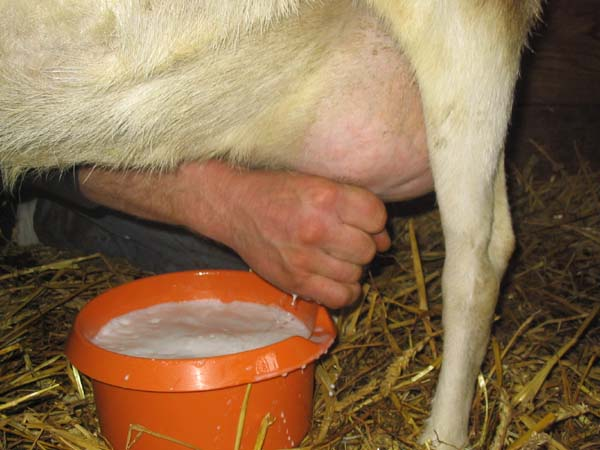
ヤギの搾乳

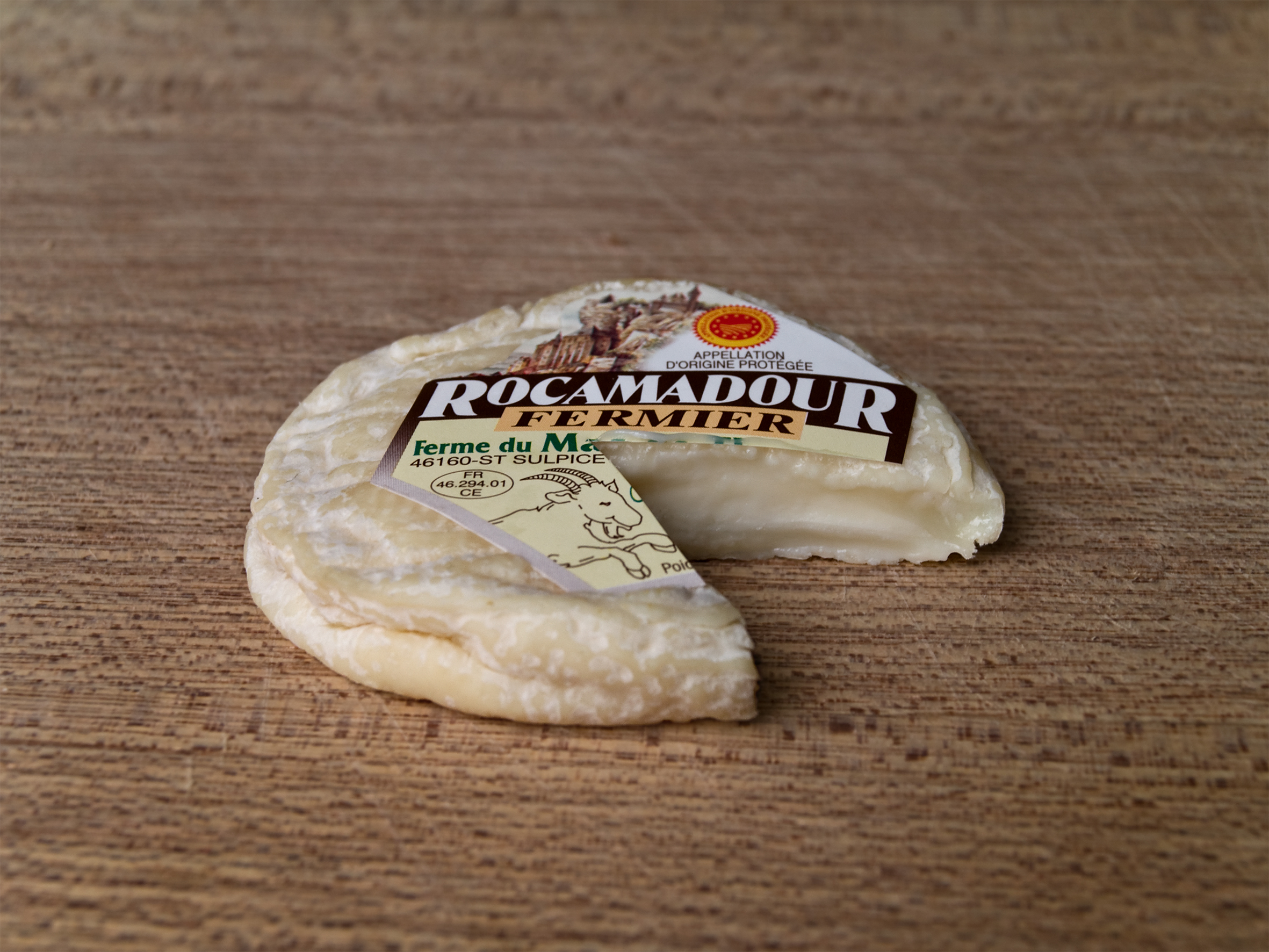
ヤギ乳を利用するロカマドゥール・チーズ（フランス産）

ヤギ乳（やぎにゅう）は山羊乳とも書き、家畜化されたヤギの乳である。ヤギ乳としてだけでなく、チーズ作りなどにも利用されている。

## 概要
ヤギは世界の年間乳総供給量の約2パーセントを生産する。一部のヤギは、搾乳用に飼育されている。ヤギ乳には、自然に小さくてよく乳化した脂肪球が含まれている。したがって、均質化する必要はない。最終的に、クリームは数日かけて上に上がる。乳をチーズの製造に使用する場合、均質化は推奨されない。これは、乳の構造を変化させ、培養物の牛乳を凝固させる能力と、チーズの最終的な品質と収量に影響を与えるためである。
家畜化されたヤギは、全盛期 (通常、3回目または4回目の泌乳周期前後) には、10か月の授乳期間で、平均2.7から3.6 kgの乳を生産し、出産直後はより多くの量を生産し、授乳期の終わりに向かって生産量が徐々に低下する。ヤギ乳は一般的に平均して3.5%の乳脂肪を含んでいる。
殺菌されていない乳は、多くの病気を起こすリスクがあるため推奨されない。

## 成分と味
タンパク質、カルシウム、カリウム、リン、マグネシウム、ビタミンAが豊富で、カロリーと脂質も牛乳より多い。乳糖は牛乳より少ない。そのため、牛乳より濃厚な味があり、低温殺菌などに由来する風味の癖がある。
ヤギ乳中のミルクアレルギーに関与するα-s1カゼインが牛乳より少なく、アレルギーのリスクが小さい。また、脂肪球が牛乳より小さく消化などに優れている。

## 利用
ヤギ乳はそのままも飲まれるが、バター、チーズ（ロカマドゥールなどのシェーブルチーズ）、ヨーグルト、粉ミルクなどの乳加工品が作られる。
低アレルゲン、消化や栄養に優れるため、乳児用、ペットを含む多くの動物に与えるミルクとして利用される。